# Paweł Stokowski
Paweł Stokowski herbu Drzewica (zm. w 1686 roku) – kasztelan wojnicki w latach 1685–1686, kasztelan oświęcimski w latach 1658–1685, chorąży zatorsko-oświęcimski w latach 1655–1658.
W 1669 roku był elektorem Michała Korybuta Wiśniowieckiego z księstw oświęcimskiego i zatorskiego, podpisał jego pacta conventa. 